# Mac Marcoux
Mac Marcoux est un skieur handisport canadien, né le 20 juin 1997.

## Palmarès

### Jeux paralympiques
| Épreuve / Édition | Sotchi 2014 | Pyeongchang 2018 | Pékin 2022 |
| ----------------- | ----------- | ---------------- | ---------- |
| Descente          | Bronze      | Or               | Argent     |
| Super-G           | Bronze      | DNF              |            |
| Slalom géant      | Or          | Bronze           |            |
| Slalom            | DNF         |                  |            |
| Super combiné     | DNF         | DNF              |            |